# Benedetta Ciardi
Benedetta Ciardi (* 7. Oktober 1971 in Florenz) ist eine italienische Astrophysikerin. Seit 2006 leitet sie eine Forschungsgruppe am Max-Planck-Institut für Astrophysik in Garching.
2004 wurde ihr der Marie-Curie-Preis der Europäischen Kommission verliehen.
Sie untersuchte unter anderem den Effekt der Strahlung der ersten Sterne in der Frühphase des Universums (Reionisierungsphase) auf die Gaswolken bei der Galaxienentstehung. Dabei führte sie auch umfangreiche Computersimulationen durch.